# إدواردو مندوثا
إدورادو مندوثا (بالإسبانية: Eduardo Mendoza)‏ أديب أسباني يكتب بالكتالونية والإسبانية، ولد في برشلونة في 11 يناير 1943. درس القانون وعاش في نيويورك بين عامي 1973 – 1982؛ حيث عمل مترجما في الأمم المتحدة.وطبع أول رواياته حقائق قضية سابولتا عام1975. ويتناول في هذه الرواية الحياة في برشلونة بين عامي 1917 و1919، وقد نال عنها جائزة النقد عام 1976. وافتتح عمله الأدبي برواية حقائق قضية سابولتا عام 1975 بأسلوب بسيط سهل ومباشر مع استخدامه وصياغته البارعة لمصطلحات ثقافية وقديمة لغوية. ويُعد عمله الأدبي مُجهزا بشكل عام في برشلونة، موطنه الأصلي، متآلفا مع وصف وتاريخ هذه المدينة في عصور سابقة خاصة في الحرب الأهلية الإسبانية وأيضا الحالية. وعلى الرغم من أن النوع الأدبي الرئيس لميندوثا هو الرواية إلا أنه قد كتب على مدار مسيرته الأدبية المهنية مقالات مثل: باروخا والمتناقضات، ومؤخرا بعض القصص القصيرة والروايات مثل: الحيوات الثلاثة للقديسين. وحصل عام 2010 على جائزة بلانتا في رواية شجار القطط الجارية في مدريد عام 1936. وتعد روايته سر السرداب المسحور عام 1979 ومدينة العجايب عام 1986 من أشهر أعماله جنبا إلى جنب مع حقائق قضية سابولتا.

## السيرة الذاتية

### أعماله الأولى (1975-1990)
هو ابن النائب العام إدواردو مندوثا أريس كارباخال ولربة المنزل كريستينا جاريجا أليمانى. ودرس مندوثا لمدة عام واحد في مدرسة الراهبات السيدة العذراء لوريتو، فيما قضى عاما آخر في مدرسة الميرثبدارياس، وأخيرا منذ عام 1950 في مدرسة الأخوين مريستاس. وبعد تخرجه من كلية الحقوق عام 1965، سافر إلى أوروبا. وفي العام التالي، حصل على منحة دراسية في لندن لدراسة علم الاجتماع. وعند عودته عام 1967 زاول مهنة المحاماة، متخذا منصب مستشار قانوني في بنك كوندال والذي استقال منه عام 1973، وذلك لذهابه إلى نيويورك كمترجم في منظمة الأمم المتحدة.
أثناء مكوثه في الولايات المتحدة، نشر عام 1975 روايته الأولى حقائق قضية سابولتا. وكان عنوانها الأصلي جنود كاتالونيا، ولكنه اُجبر على تغييره بسبب المشاكل المرتبطة بالرقابة الفرنكية. ويُلاحظ في عمله الأول قدرة مندوثا على استخدام الخطاب والأسلوب القصصي ببراعة ومن هُنا انطلق إلى عالم الشهرة. وتُعتبر تلك الرواية هي رائدة التغيير في المجتمع الإسباني وأول رواية معبرة عن الانتقال الديمقراطي في إسبانيا. وتروى الرواية بانوراما عامة حول الصراعات النقابية في بدايات القرن العشرين، عارضا الواقع الاجتماعي والثقافي والاقتصادي في برشلونة في ذلك العصر. وبعد بضعة أشهر من نشرها، توفي الجنرال فرانسيسكو فرانكو، وفي العام التالي حصلت حقائق قضية سابولتا على جائزة النقد.
فيما تعد رواية سر السرداب المسحور، محاكاة ساخرة مع لحظات مُضحكة والتي تقوم بمزج ملامح الأدب البوليسي مع الرواية القوطية، نُشرت في عام 1979، وهي تمثل بداية للبطولة الرباعية لشخصية بعينها مجهولة الاسم، وهو محقق محبوس في مستشفى المجانين. وتُعد متاهة الزيتون عام 1982 هي ثاني رواية مُمثلة من قبل محقق بدون اسم، والذي دعم مندوثا كواحد من المؤلفين الأكثر نجاحا في المبيعات. استمرت هذه الأسطورة المؤداة من قبل هذه الشخصية مجهولة الاسم مستمرة بكتابين آخرين، وهما مغامرة مرحاض السيدات عام 2001، وأكذوبة الشنطة والحياة الرابع والذي نُشر في عام 2012.
وعاد مندوثا في عام 1983 إلى برشلونة، وذلك بعد سفره إلى مناطق متنوعة مثل جنيف وفيينا ومدن اُخرى؛ ولكنه ظل يكسب معيشته من خلال عمله في الترجمة، جامعا بين العملين في آن واحد، في المنظمات الدولية. وفي عام 1986 نشر رواية مدينة العجايب والتي يعرض فيها التطور الاجتماعي والحضري في برشلونة من خلال معرضين عالميين بين عامي 1888 و1929. واعُتبر النقد الأدبي أن رواية مدينة العجايب تعد من أبرز الكاتب، والتي قد تم اختيارها من قبل المجلة الفرنسية ليرى كأفضل كتاب لعام 1988. وفي عام 1999، تم معالجتها سينمائيا من قبل ماريو كاموس ومن بطولة إيما سواريث وأوليفر مارتينيز.
ونُشر عمله التالي الجزيرة التي لم يُسمع بها عام 1989، وهنا يتخطى مكان السرد المعتاد، مستعينا بمدينة البندقية كملعب رئيسي. وبعدها عام، بدأ أن ينشر في الجريدة اليومية الباييس قصة متتابعة لكائن فضائي خارجي مقيم في أراضي برشلونة قبل ألعاب أولمبية صيفية 1992. وقد نُشرت هذه القصة في العام التالي من قبل سيس بارال للنشر بعنوان لا يوجد أخبار عن جورب. وأيضا في عام 1991، انطلق مندوثا لأول مرة إلى عالم المسرح، بباكورة أعماله باللغة الكاتالونية الترميم في مسرح روميا ببرشلونة. وبعدها عام، ظهر تكيف مندوثا مع اللغة الإسبانية في مدريد.

### 1992 (الحالة الراهنة): تدعيم الرواية الإسبانية
في عام 1992، تم نشر رواية عام الطوفان وذلك في قرية كتالونية محكومة من قبل ديكتاتور فرنكى، من بطولة الراهبة كونستانثا بريونيس. حصلت هذه الرواية على النسخة الثالثة من جائزة الأدب لمجلة " اللي وذلك في عام 1993. بعد عامين، بدأ ان يُدرس في جامعة بومبيو فابرا ببرشلونة.جامعا بذلك بين عمله كمعلم وبين عمله الأدبي كمؤلف، نشر في عام 1996، كوميديا خفيفة وذلك في برشلونة بعد الحرب الاهلية الإسبانية.فاز مندوثا بجائزة "أفضل كتاب أجنبى" وقد منحته إياها فرنسا في عام 1998.
تُعتبر مغامرة مرحاض السيدات روايته الأولى في القرن الجديد-القرن الواحد والعشرين-وقد نُشرت في يناير من عام 2001 ويُفترض انها تُعد الكتاب الثالث من مغامرات محقق مجهول الاسم، والذي طُرد من مستشفى المجانين الذي كان مقيما فيها مُصبحا حلاقا. وقد فاز هذا الكتاب بجائزة «باعة الكتب» في مدريد مع جائزة «أفضل كتاب» في عام 2002.وفي أغسطس من نفس العام، كرر صيغة لا يوجد أخبار عن جورب، ناشرا بطريقة مُتتابعة في إسبانيا رواية المسيرة الأخيرة لأورثيو دوس وهي أسطورة ذات سخرية لاذعة عن طريق مذكرات يومية شخصية والتي تتضمن رحلته إلى الفضاء.نشر في نوفمبر مع الناشر أوميجا باروخا، التناقض وهو مقال يدور حول السيرة الذاتية للكاتب بيو باروخا.
في عام 2003 نشر برشلونة الحديثة، وهو عبارة عن مقال يدور حول مدينة برشلونة في الفترة التي تشمل المعرض العام 1888 والحرب العالمية الأولى. أيضا شارك ككاتب حوار في المعالجة السينيمائية لعمله عام الطوفان وكانت من إخراج خايمى تشاباري. في عام 2006، قام الناشر سيس بارال بنشر عالم مندوثا، وهي سيرة ذاتية بواسطة يانثار مويكس و ماوريثيو أو الانتخابات الرئيسية , هي رواية ليست بتهكمية لكاتبنا مندوثا مُتخذة موقعها في اراضى برشلونة وتروى قصة حب لثلاثة طوائف مع خلفية سياسية بعد الفترة الانتقالية الإسبانية, بين انتخابات عام 1984واتخاذ برشلونة كمقر للأوليمبياد.حصل هذا العمل على الجائزة السادسة لل«الرواية المؤسسة» خوسيه مانويل لارا ايرنانديث.
بعد عامين قدم مندوثا عملا جديدا وهو«جلوريا» أو «المجد», وهو ثاني عمل مسرحى له بالكتالونية ولكن بعد ذلك تم معالجتها بلاسبانية، وتم نشر الرحلة العجيبة لبومبوريو فلاتو, وهي عبارة عن محاكاة ساخرة من نوع رسائلى وتروى مغامرات بومبوريو فلاتو، يُعد «بومبوريو فلاتو» فيلسوف رومانى من مدينة الناصرة، حيث اتفق مع الطفل يسوع لكى يخفف من آلام موت أبيه خوسيه.تمزج هذه الرواية بين نوعين من الأدب،الأدب البوليسى وهي تروى أحداث حياة اليسوع دون تدقيق بالغ في تاريخه ولكن بطريقة تهكمية وذلك مثل الروايات التي تقوم بنقده وهي: شفرة دافنشى ل دان براون.في عام 2009 تم نشر الحيوات الثلاثة للقديسين وهو كتاب مُكون من ثلاثة حكايات والتي يُفترض ان تكون انطلاقته الأولى كنوع مختلف في عمله الأدبي.
في 16 أكتوبر لعام 2010 , تخفى الكاتب ايدواردو مندوثا خلف اسما مُستعارا وهو ريكاردو ميدينا، فاز بالنسخة التاسعة والخمسين من جائزة بلانتا للرواية، وقد مُنح 601,000 يورو وذلك على رواية شجار القطط-مدريد 1936. تٌعد نقطة انطلاق الرواية الفائزة هي الوصول لإسبانيا في ربيع عام 1936 لشاب انجليزى متخصص في الرسم الاسبانى تم استدعائه لتقييم لوحة محتملة غير معروفة لبيلاثكيث.
مع رواية أكذوبة الشنطة والحياة والتي نُشرت في 10 أبريل من عام 2012, عاد ميندوثا لاعطاء حياة جديدة للمجهول المحقق وهو بطل رواية سر السرداب المسحور و متاهة الزيتون و مغامرة مرحاض السيدات وهم يُعدوا جميعا ذات نوع هجائى مُتخذين مواقعهم في أراضي برشلونة الحالية.

## أعماله

### الروائية
- 1975 حقائق قضية سابولتا

تُعد حقائق قضية سابولتا (بالإسبانية: La verdad sobre el caso Savolta) أول رواية للكاتب الإسبانى إدواردو مندوثا (11 يناير 1943) أديب أسباني يكتب بالقطلونية والأسبانية. درس القانون وعاش في نيويورك بين عامي 1973 – 1982؛ حيث عمل مترجما في الأمم المتحدة في 1975 طبع أولى رواياته حقائق قضية سابولتا، وفي هذه الرواية يتناول الحياة في برشلونة بين عامي 1917 – 1919، وقد نال عنها جائزة النقد عام 1976. والتي نُشرت عام 1975، وهي رواية ذات طابع بوليسي تاريخي. يوجد العديد من الشخصيات التي لديها رؤية متعمقة للتاريخ هذه الفترة. ونالت الرواية جائزة النقد عام 1976. وقام أنطونيو دروبى بمعالجتها سينيمائيا وبنفس العنوان.
اما بالنسبة لمضمون النص، البطل خابير ميراندا هو شاب من الأقاليم، سافر إلى برشلونة في بدايات القرن العشرين في رحلة للبحث عن عمل. بدأ عمله في مكتب محاماه يديره كورتابانيس، ثم تعرف على الشخص الذي سيصبح معلمه الخاص وهو باول أندري ليبرينس. هذا العمل يسرد أحداث غير واضحة والتي نفذت خاصة من قبل ليبرينس بسبب طمعه ورغبته الشديدة في السلطة. أيضاَ تدور حول موضوع الحب وذلك عن طريق تعرضه لشخصية ماريا كورال وهي شخصية مبهمة وفاتنة والتي أصبحت مجنونة بحبها لليبرينس. ينتهى النص بتمردات كبيرة من قبل العاملين في برشلونة وبموت ليبرينس في ظروف غامضة. بعد ذلك الحدث يهاجر ميراندا مع زوجته إلى نيويورك.
في عناصر النص، وتتزامن عملية السرد مع رواية الشهادة في الجلسة التي عُقدت بعدها بعشر سنوات، وتلك الشهادات تتألف من ذكريات البطل وقصص الشخصيات الثانوية الآخرى مثل نيمسو كابرا، حول قضية سابولتا. إلى جانب تلك الروايات والحكايات، توجد وثائق قضائية وبوليسية. فقد تطورت معظم الأحداث في برشلونة عام 1918، ومن الملاحظ أن هذا العصر كان يتميز بانعدام الأمن بشكل كبير، ولذلك فقد قامت الطبقة العاملة بإضرابات وذلك احتجاجا على ما يُعتبر ملكها. من جهة أخرى قامت الطبقة البرجوازية العُليا بمعالجة ذلك الامر عن طريق تهدئة حماسهم مسخدمة حتى العُنف من بلطجية مُتعاقد معهم بإعطائهم أجر مقابل ترويع المحرضين.
يُعد نمط الاسترجاع الفني المتكرر والمعتاد، حيث أنه يعطي رؤية حول فن التصوير السينمائي منشئا رواية مثل البازل أو رواية البازل. ومع ذلك فان فالجزء الأخير، تتميز الرواية بالسرد الكلاسيكي والخطي. يقدم العمل بدوره مجموعة متعددة من الأجناس (باستيش، وهي تقنية تستخدم في الأدب والفنون الأخرى، وتتألف من المحاكاة بشكل علني للنصوص المختلفة، والجمع بين الأساليب أو الكتاب، وذلك لتعطي الانطباع بأنها إبداع مستقل، والدعاية والنص التاريخي...الخ) وذلك تحت حس الفكاهة.
وبالنسبة للشخصيات، يُعد خابير ميراندا بطل الرواية. فهو يمثل الملامح التي تربطه بشخصية البطل المضاد في الرواية الصّعلوكية، كما أن لاثارو دى تورمس التفت إلى حالته وكيف وصل إلى هذه المرحلة، فالآن تطلع خابير إلى تحسين حالته وذلك على حساب زواجه بعشيقة رئيسه «لابيرنس». فالبطل خابير شخصية غير فعالة حيث أنه غير مُلم بلأحداث بل ويُفضل تجاهلها.
نيمسيو كابرا جوميث ويُشار اسمه أيضا إلى رواية الصعاليك، وتحديدا إلى المحامى كابرا في رواية حياة البوسكون التي كتبها فرانثيسكو دي كيفيدو وهي مثال على المتشردين ومرآة البخلاء. فهو يتميز بجنونه وتلاعبه مما جعله مُطاردا من قبل الفوضوين والبوليس وبعض الشخصيات ذات النفوذ. هو الوحيد الذي يُدرك الحقيقة. ولكن دون جدوى لأن لا أحد يسمعه بالرغم من أنهم جميعا يحاولون استخلاص المعلومات منه بالحيل. بالضبط كما في دون كيخوطي، فالجنون كانت وسيلة تعيق ادراك الحقيقة والتي يُعد البحث عنها مستحيل في مجتمع ظالم. وأيضا كما في لاثرو دى تورميس، فقد عبرالبطل هنا عن حالته للمأمور «باثكيث».
لابيرنس هو البطل الثالث لهذه الرواية. فهو شخصية شريرة حيث أنه ينتمى إلى النماذج المُتمثلة في مجرمين السينيما (جميل، وشرير بلا شك). ويحكي في الرواية عن صعود لابيرنيس إلى الطبقة البرجوازية القطالونية في هذا العصر.تبدو وجهات النظر حول لابيرنس مختلفة:
بالنسبة للبعض فهو جزار، ويبدو لزوجته رجُل عظيم، أما عن خابير ميراندا، فهو بالنسبة له شخص ساحر آخذ للعقل.و لكن موته مكث دون وضوح. يوجد شخصيات اُخرى لهذه الرواية «حقائق قضية سابولتا» وهم، المأمور باثكيث والذي يحقق في موت كلا من: باخاريتو دى سوتو وشُركاء مؤسسة سابولتا.بعد ذلك سيُكمل مهمته الشاويش توتورنو.
- 1979 سر السرداب المسحور (أول رواية من سلسلة روايات المحقق مجهول الاسم)
- 1982 متاهة الزيتون (ثاني رواية من سلسلة روايات المحقق مجهول الاسم)
- 1986 مدينة العجايب

أما أحداث الرواية المكانية فتدور في إسبانيا قبل استقلال البرتغال عنها وخاصة في برشلونة بل معظمها في برشلونة، أما الفترة الزمنية فهي تدور في القرن التاسع عشر وبداية القرن العشرين، تحكي الرواية قصة فتى أتى من الريف بحثاً عن الثراء ويعرض الكاتب من خلال هذا الفتى الفوارق الطبقية آنذاك والحال القائم في إسبانيا والصعوبات التي واجهها الشعب بسبب المجاعات والصراعات العديدة وخصوصية الطبقة الرجوازية التي حاول بطل الرواية عبثاً الانتماء لها!، إلى جانب هذا يعرض الروائي لنفسية الفرد متمثلة في شخصية البطل أونوفري صاحب الشخصية المركبة جداً، علاقته بأبيه، أمه، بمعاونه بالحياة ككل؛ هل كان لطيفاً ؟! هل كان يجب أصلاً أن يكون لطيفاً:)؟!
تطبع هذه الرواية في الذاكرة صوراً دقيقة بتفاصيل بدت لي رمادية ورطبة ومن الصعب نسيانها، أتذكر الآن المشهد الذي صوره الروائي لـ قط فتاة النزل؛ عندما سقط من العلية.! شخصيات الرواية -بمافيها القط أيضاً هه -مركبة؛ صاغها الروائي مندوثا بتقنية شديدة.
تناول الكاتب أيضاً بداية الحركة السينمائية في إسبانيا أيضاً، والتكنولوجيا -في بداية القرن العشرين- متمثلة في المعرض الدولي وما صاحب قيامه من ترتيبات وعروض.. الخ. عندما تنتهي من قراءة الرواية ستعرف لماذا سميت بذلك إنها إسبانيا بكل إبعادها التاريخية والاجتماعية والنفسية والتكنولوجية إنها فصول ممتلئة بالأعاجيب لذا ختم مندوثا على كل فصل من فصول روايته بمفاجأة؛ لذا ستقول عندما تنتهي منها: بحق هذه الرواية بكل أبعادها مفاجأة.
عرض الروائي الأسباني ادواردو مندوثا أحد أبرز كتاب الأدب الأسباني المعاصر لأهم الملامح والأساليب التي تميزت بها كتاباته الروائية العديدة. وبين ضمن محاضرته التي ألقاها في معهد ثربانتس بعمان بعنوان شخصيات ومدونات كاتب مساء أمس انه جال على الكثير من المناطق الأردنية التي تتمتع بتنوع حضاري خصب.
ورحب ميندوثا صاحب رواية (مدينة المعجزات) التي ترجمت إلى اللغة العربية أكثر من مرة والحائز على الكثير من الجوائز المتميزة بأنه يرى في الترجمة أبعادا عميقة لنشر الإبداع الإنساني في أرجاء العالم رغم ما قد يشوبها أحيانا من عثرات تقف حائلا بين القاريء والمبدع في الوقوف على جماليات الأجواء التي يزخر فيها العمل الروائي.
وقال ل (الرأي) على هامش المحاضرة انه اطلع على العديد من الآداب العربية القديمة وخصوصا تلك التي جاءت عبر التواجد العربي الإسلامي في الأندلس أو من خلال الأدب العربي المعاصر حيث اطلع على أدب نجيب محفوظ والتقى مع الأديب طه حسين في واحدة من رحلاته المبكرة إلى مصر.
وأضاف ميندوثا الذي تحولت العديد من أعماله إلى السينما إلى أن السينما لغة متفردة عن العمل الروائي وانه غير راض عن تجربته مع الفن السابع لان الكثير من مضامين أعماله الروائية فقدت هويتها وروحها الإبداعية على الشاشة البيضاء لان من قام على تحويل تلك الأعمال كانوا ينظرون إلى تيمة الرواية القائمة على السخرية والدعابة ولم يبحروا في إيحاءات ودلالات العمل الأدبي ومضامينه العميقة نظرا لأن تلك الأفلام جاءت ضمن التيار السائد في السوق السينمائية بعيدا عن نموذج سينما المؤلف من ناحية ولفقر الميزانية الإنتاجية من ناحية أخرى.
واعتبر إن الرواية في أسبانيا اليوم تحتل مكانة مرموقة في المشهد الثقافي الأسباني عن سائر صنوف الإبداع من فلسفة وشعر ورسومات تشكيلية وفنون مسرحية.
درس الروائي ادواردو ميندوثا مولود العام 1943 في برشلونة بإسبانيا القانون وعمل في مدينة نيويورك مترجما في هيئة الأمم المتحدة وحصلت روايته الأولى (الحقيقة عن قضية ساليوتا) العام 1975 على جائزة النقاد واعتبرت روايته من بين الأعمال الإسبانية الأولى التي حاكت مرحلة التحول الديمقراطي ببلده ويجنح في رواياته إلى تقديم أساليب سردية ممتعة بالمواقف والتفاصيل الساخرة التي تعاين أحوال مجتمعه.
وعاينت المحاضرة التي أدارها أستاذ الأدب الأسباني في الجامعة الأردنية احمد العفيف معالجة الروائي ميندوثا لكثير من شخصياته الروائية المتباينة ومدى اقترابها من الخيال أو الواقع كما لفت إلى تأثره وإعجابه المبكر بالعديد من كلاسيكيات الآداب العالمية مبينا انه اطلع على قامات الأدب العالمي في الثقافتين الفرنسية والإنجليزية بلغاتها الأصلية وهو شديد الإعجاب بأدب البريطاني تشارلز ديكنز والفرنسي ستاندال.
جاءت المحاضرة بتنظيم من معهد ثربانتس بعمان وبالتعاون مع السفارة الأسبانية في الأردن ووزارة الثقافة الأسبانية والوكالة الأسبانية للتعاون الدولي
- 1989 الجزيرة التي لم يُسمع بها
- 1991 لا يوجد اخبار عن جورب (تم نشرها بطريقة متتابعة في الجريدة اليومية البايس)
- 1992 عام الطوفان
- 1996 كوميديا خفيفة
- 2001 مغامرة في مرحاض السيدات (ثالث رواية من سلسلة روايات المحقق مجهول الاسم)
- 2002 المسيرة الأخيرة لأورثيو دوس (تم نشرها بطريقة متتابعة في الجريدة اليومية البايس)
- 2006 ماوريثيو أو الانتخابات الرئيسية
- 2008 الرحلة العجيبة لبومبونيو فلاتو
- 2010 شجار القطط.مدريد 1936 (جائزة بلانتا)
- 2012 تشابك البورصة والحياة (رابع رواية من سلسلة روايات المحقق مجهول الاسم)
- 2015 سر العارضة التائهة (خامس رواية من سلسلة روايات المحقق مجهول الاسم)
- 2018 الملك يستقبل

### القصصية
- 2009 الحيوات الثلاثة للقديسين (الحوت ونهاية دوبسلاب وسوء الفهم)
- 2011 الطريق إلى المدرسة (ادب الأطفال)

### المسرحية
1990: الاستعادة
2008: المجد

### المقالات
- 1986: نيو يورك
- 1989: برشلونة الحديثة، شارك في تأليفها شقيقته كريستينا
- 2001: باروخا، المتناقضات (مقال عن السيرة الذاتية)
- 2007: من يتذكر أرماندو فالديز بالاسيو؟

## معالجة سينيمائية لأعماله
- 1980: حقائق قضية سابولتا - من إخراج أنطونيو دروبى (إنتاج مشترك مع إسبانيا وفرنسا وإيطاليا)
- 1981: السرداب - من إخراج كايتانو ديل ريال (إسبانيا)
- 1999: مدينة العجايب - من إخراج ماريو كاموس (إسبانيا)
- 2004: عام الطوفان - من إخراج خايمى تشابارى (إنتاج مُشترك مع إسبانيا وفرنسا وإيطاليا)

## الجوائز
- 1975: جائزة النقد على حقائق قضية سابولتا.
- 1987: جائزة مدينة برشلونة (1987) على رواية مدينة العجايب.
- 1988: جائزة أفضل كتاب للعام، مجلة «اقرأ» (فرنسا) على رواية مدينة العجايب.
- 1988: المرشح النهائي لجائزة جرينزانى كابور ضمن فئة السرد الاجنبية (إيطاليا) على رواية مدينة العجايب.
- 1988: المرشح النهائي ل جائزة ميديسيس وفيميا (فرنسا) على رواية مدينة العجايب.
- 1992: فائز بالنسخة الثالثة من قراء مجلة «اللى» على رواية عام الطوفان.
- 1998: جائزة أفضل كتاب أجنبي (فرنسا) على كوميديا خفيفة.
- 2002: جائزة أفضل كتاب للعام، ممنوحة من قبل نقابة باعة الكتب في مدريد، على رواية مغامرات مرحاض السيدات.
- 2007: جائزة مؤسسة خوسيه مانويل لارا على ماوريثيو أو الانتخابات الرئيسية.
- 2009: جائزة القلم الفضة على رواية الرحلة العجيبة لبومبونيو فلاتو.
- 2010: جائزة بلانتا على شجار القطط.مدريد 1936.

## روابط خارجية
- إدواردو مندوثا على موقع IMDb (الإنجليزية)
- إدواردو مندوثا على موقع مونزينجر (الألمانية)
- إدواردو مندوثا على موقع قاعدة بيانات الأفلام السويدية (السويدية)
- إدواردو مندوثا على موقع قاعدة بيانات الفيلم (الإنجليزية)